# Pratibha Patil
Pratibha Devisingh Patil (în marathi प्रतिभा देवीसिंह पाटील; n. 19 decembrie 1934, Nadgaon⁠(d), East Khandesh District⁠(d), India Britanică, Imperiul Britanic) este o politiciană și activistă indiană pe tărâm social și educativ, juristă ca formație. Președinta Indiei între 25 iulie 2007-2012.
A fost prima femeie și prima persoană din comunitatea de limbă marathi care a deținut funcția de președinte al Indiei, succedându-i dr-ului Abdul Kalam.
Pratibha Patil, membră a Congresului Național Indian, a fost candidata Alianței Progresiste Unite de guvernământ, sprijinită din afara guvernului de către Stânga indiană.
Ea a câștigat alegerile prezidențiale din 19 iulie2007, învingându-l pe candidatul Alianței Naționale Democratice, Bhairon Singh Shekhawat , de 84 ani, fost prim ministru al statului Rajasthan.
Pratibha Patil, absolventă a facultății de drept a unui colegiu din Mombay afiliat Universității Mombay, și MA de la un colegiu din Jalgaon, s-a distins din tinerețe prin activități filantropice, sociale și educative în statul ei natal, Maharashtra. A inițiat și condus, alături de soțul ei, profesor de meserie, înființarea unor rețele de școli și colegii, hosteluri pentru femei muncitoare, bănci și societăți de credit cooperative, instituții școlare pentru copii cu deficiențe de vedere sau pentru copii ai unor populații nomade și sărace.
A reprezentat din partea partidului Congresul National Indian, orașul Edlabad în parlamentul local al statului Maharashtra între anii 1962-1985, mai apoi a fost deputată din partea districtului Jalgaon în Rajya Sabha, camera superioară a Parlamentului Indiei, de asemenea vicepreședintă a acesteia în anii 1986-1988. Ulterior a fost aleasă în districtul soțului ei, Amravati, ca deputată în Lok Sabha, camera inferioară a Parlamentului indian din New Delhi, in anii 1991-1996.
După ce a îndeplinit în trecut și funcții de ministru (al turismului, al bunăstarii sociale și al locuințelor) în mai multe guverne ale statului Maharashtra, Pratibha Patil a devenit în anii 2004-2007 al 24-lea guvernator al provinciei de graniță Rajasthan, fiind și cea dintâi femeie care a ocupat acest post.